# Museu do Prado
O Museu do Prado é o mais importante museu da Espanha e um dos mais importantes do mundo. Apresentando belas e preciosas obras de arte, localiza-se em Madrid e foi mandado construir por Carlos III. As obras de construção se estenderam por muitos anos, tendo sido inaugurado somente no reinado de Fernando VII.

## História
Quando o rei Carlos III regressou de Nápoles à sua cidade natal, apercebeu-se de que Madrid não havia melhorado em nada desde que de lá tinha saído: Madrid continuava aquele lugar que, convertido repentinamente em capital por obra e graça de Filipe II, cresceu precipitada e desordenadamente e de um modo pouco consistente.
Decidiu assim encarregar Juan de Villanueva, o arquitecto real, de projectar um edifício destinado às Ciências e que pudesse albergar o Gabinete de História Natural.
Tal foi o culminar da carreira artística de Juan de Villanueva, sendo esta a maior e mais ambiciosa obra do neoclassicismo espanhol.
Com a construção deste edifício, concebido como uma operação urbanística de elevados custos, o rei Carlos III pretendia dotar a capital do seu reino com um espaço urbano e monumental, como os que abundavam nas restantes capitais europeias.
As obras de construção do museu prolongaram-se por muitos anos, ao largo de todo o reinado de Carlos IV. Porém, a chegada dos franceses a Espanha e a Guerra da Independência, interromperam-nas.
Foi então utilizado para fins militares, tendo-se aqui estabelecido um quartel militar. Neste momento começou a deterioração do edifício, que se notava cada vez mais, à medida que os anos avançavam.
Aborrecidos, Fernando VII e a sua esposa, Maria Isabel de Bragança, puseram fim a tal situação, impedindo que o museu chegasse à ruína total e recuperando-o.
Isabel foi a grande impulsionadora deste projecto e é a ela que se deve o êxito final, mesmo que não tenha vivido para saboreá-lo, pois morreu um ano antes da grande inauguração do museu, a 19 de novembro de 1819.
Contendo colecções de pintura e escultura provenientes das colecções reais e da nobreza, o museu detinha, aquando da sua inauguração, cerca de 311 obras de arte, todas elas de autores espanhóis.
Foi, pois, um dos primeiros museus públicos de toda a Europa e o primeiro de Espanha, fazendo assim notar a sua função recreativa e educacional.
Foi em 1868 que o Real Museu se converteu em Museu Nacional, na sequência da Revolução Gloriosa.
No final do século XIX, mais precisamente em 1872, todo o acervo do Museu da Trindade foi doado ao Prado. As obras, de temática religiosa, eram na maioria expropriações dos bens eclesiásticos, como forma de amortização das dívidas do clero para com o reino.
Desde a fusão dos dois museus, o acervo foi ampliado com muitas outras obras de arte, por doações, heranças e novas aquisições.
Em 2006, teve lugar no Prado uma das mais importantes exposições de toda a história do museu: Fortuny, Madrazo, Rico - Legado de Ramón de Errazu. Esta exposição reúne importantes obras dos famosos pintores oitocentistas Mariano Fortuny, Raimundo de Madrazo y Garreta e de Martín Rico
Virgem de Guadalupe no Museu do Prado revela como, por quase cinco séculos, sua imagem tem construído pontes entre mundos, unindo territórios, arte e sensibilidades.

## A coleção

As Meninas,
por Diego Velázquez

Este importante museu  alberga numerosas e valiosíssimas colecções, entre elas, a de pintura e escultura.
A colecção de pintura é bastante completa e complexa, existindo neste museu coleções de pintura espanhola, francesa, flamenga, alemã e italiana:
Bela e interessante, a colecção de pintura francesa deriva das relações hispano-francesas no século XVII e das aquisições de alguns reis e nobres espanhóis, como Filipe IV e Filipe V. Esta reúne obras de pintores como Georges de La Tour, Valentin de Boulogne, Nicolas Poussin, Simon Vouet, Sébastien Bourdon e Claude Lorrain, bem como de Hyacinthe Rigaud, Louis-Michel van Loo, Jean Ranc, Antoine Watteau e de François Boucher.
A colecção de pintura espanhola é a mais importante do museu, sendo a que lhe concede o renome internacional que actualmente tem. Obedecendo a um critério cronológico, o Prado expõe desde os murais românicos do século XII à produção de Francisco Goya. Esta colecção alberga obras de pintores espanhóis de fama internacional, como El Greco, Luis de Morales, Velázquez, Zurbarán, José de Ribera, Esteban Murillo, Luis Paret, Luis Meléndez, Vicente López, Eduardo Rosales, Mariano Fortuny, Joaquín Sorolla, José de Madrazo e o filho deste, Federico de Madrazo y Kuntz.
O facto de os Países Baixos terem integrado o grande império espanhol, durante o chamado El siglo de oro, explica a riqueza da colecção da escola flamenga no Museu do Prado. A colecção alberga pintura de pintores como Hieronymus Bosch, Rogier van der Weyden, Petrus Christus, Dirck Bouts, Jan Gossaert, Pieter Coecke, Hans Memling, Pieter Bruegel o velho e Adriaan Isenbrant, tal como de Rubens, Anthony van Dyck, Jacob Jordaens, Rembrandt, Gabriel Metsu, Adriaen van Ostade.
Reduzida em número, mas de grande qualidade, a colecção de pintura alemã alberga obras desde o século XVI ao século XVIII, dedicando diversas salas a pinturas capitais de Albrecht Dürer, Lucas Cranach, Hans Baldung e Anton Raphael Mengs.

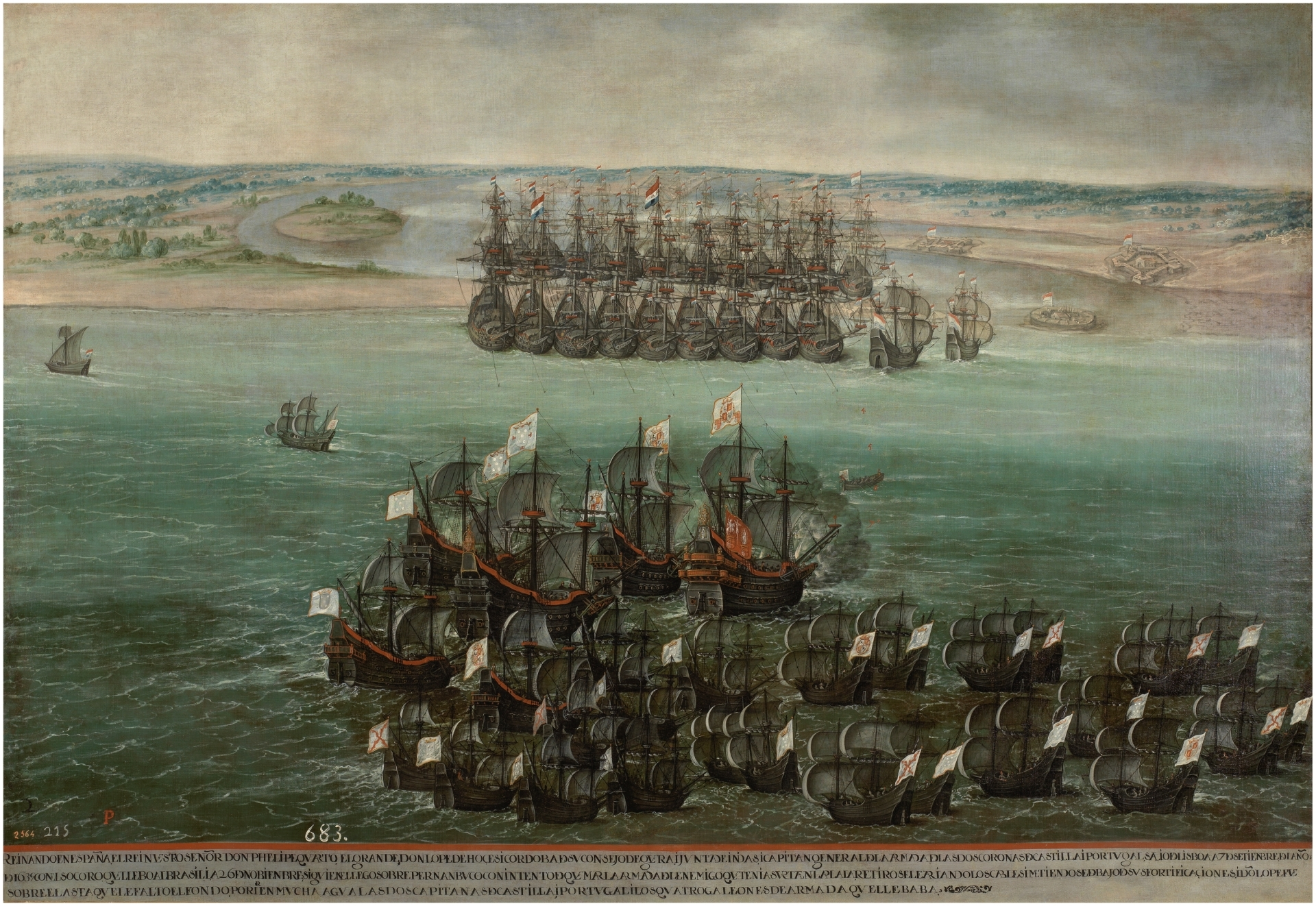
Expedición de don Lope de Hoces al Brasil, ataque de armada luso-espanhola contra os holandeses no Recife em 1636

Com dezesseis salas dedicadas à sua exposição, a secção da colecção de pintura italiana alberga obras desde a Baixa Renascença até ao século XVIII, reunindo pinturas de artistas muito famosos como Fra Angelico, Antonello da Messina, Andrea Mantegna, Botticelli, Raffaello Sanzio, Andrea del Sarto, Antonio da Correggio, Parmigianino, Sebastiano del Piombo, Federico Barocci, Annibale Carracci, Caravaggio, Orazio Gentileschi, Pietro da Cortona, Luca Giordano, Giambattista Tiepolo, Pompeo Batoni, Giovanni Pannini e Corrado Giaquinto. Para além destes, podem aqui observar-se excelsas obras de Ticiano, Tintoretto, Veronèse, Jacopo Bassano etc.
Já a colecção de escultura é composta por mais de duzentas e vinte esculturas da Antiguidade Clássica, trazidas de Itália entre os séculos XVI e XIX. A colecção alberga esculturas do período greco-arcaico ao período helenístico, tal como do Renascimento.
A colecção de desenhos e estampas, conta com cerca de 4 mil desenhos, destacando os cerca de quinhentos desenhos de Francisco Goya, a mais importante do mundo. Duas salas, instaladas no segundo andar do museu, mostram rotativamente, por razões de conservação, esta importante e rica colecção.
Por último, a colecção de artes decorativas é das mais bonitas e ricas do Prado, albergando até o famoso Tesouro do Delfim.

## Alguns pintores com obras presentes no museu

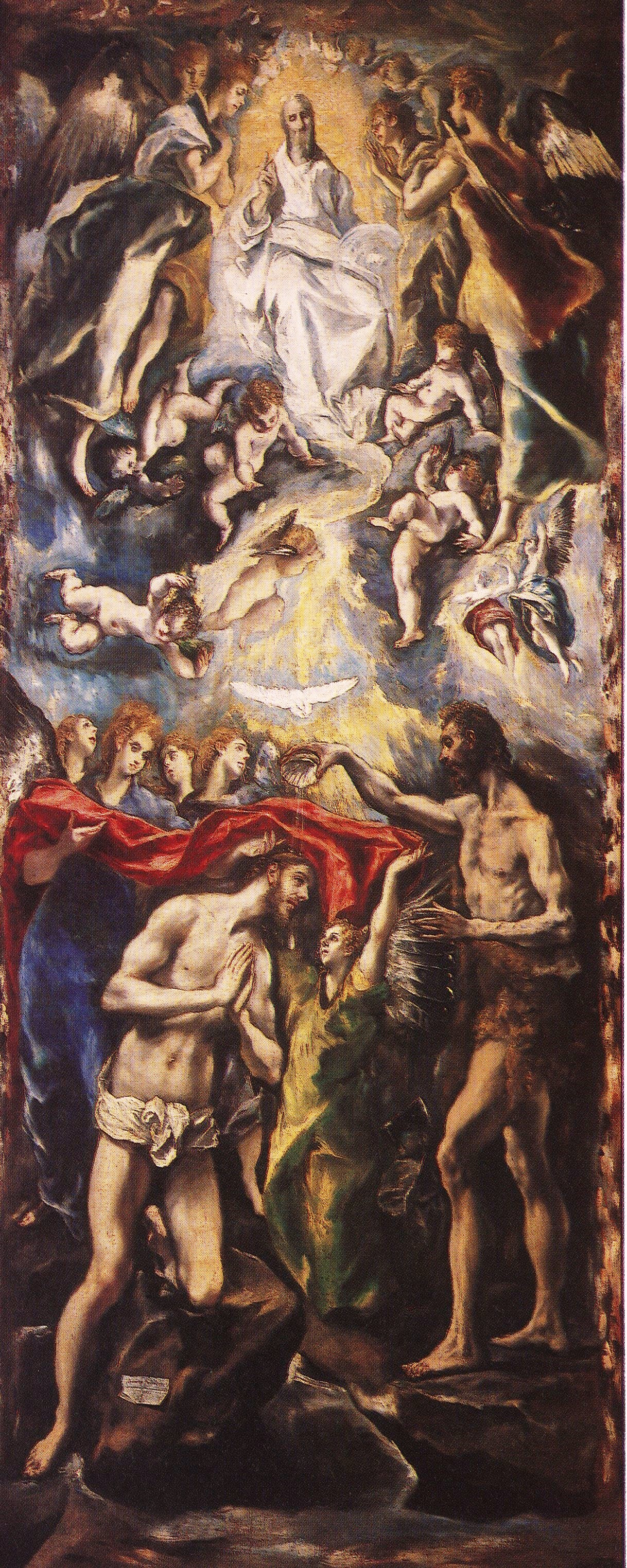
Batismo de Cristo,
por El Greco

- Adriaan Isenbrant
- Albrecht Dürer
- Alonso Sánchez Coello
- Andrea Mantegna
- Anton Raphael Mengs
- Antonello da Messina
- Anthony van Dyck
- António Moro
- Artemisia Gentileschi
- Bartolomé Bermejo
- Claude Lorrain
- Claudio Coello
- Correggio
- Diego Velázquez
- Dirck Bouts
- Eduardo Rosales
- El Greco
- Esteban Murillo
- Federico de Madrazo y Kuntz
- Fra Angelico
- Francisco de Zurbarán
- Francisco Goya
- Corrado Giaquinto
- Hans Memling
- Hans Baldung
- Hieronymus Bosch
- Jacob Jordaens
- Juan Carreño de Miranda
- José Benlliure Gil
- José de Ribera
- José de Madrazo y Agudo
- Lucas Cranach
- Giambattista Pittoni
- Nicolas Poussin
- Orazio Gentileschi
- Paolo Veronèse
- Peter Paul Rubens
- Pieter Brueghel o velho
- Pieter Coecke van Aelst
- Rafael Sanzio
- Raimundo de Madrazo y Garreta
- Rembrandt
- Rogier van der Weyden
- Sandro Botticelli
- Thomas Gainsborough
- Thomas Lawrence
- Ticiano
- Tiépolo
- Tintoretto
- Vicente Lopez Portaña

## Obras notáveis no museu

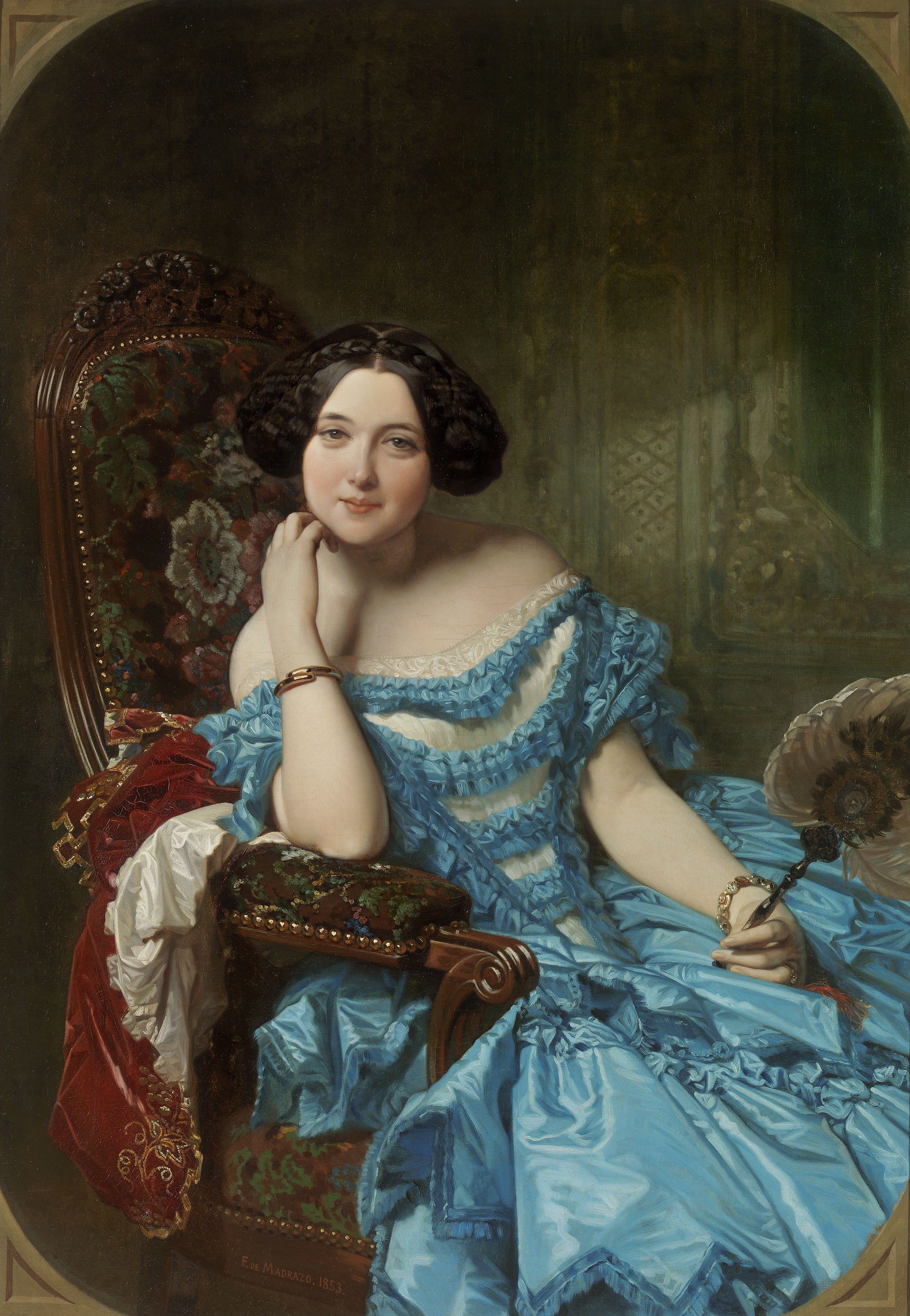
A Condessa de Vilches,
por Federico de Madrazo y Kuntz

- Missa de São Gregório, de Adriaan Isenbrant
- A Morte de Viriato, de José de Madrazo y Agudo
- A Condessa de Vilches, de Federico de Madrazo y Kuntz
- Retrato de Ramón de Errazu, de Raimundo de Madrazo y Garreta
- Retrato de Aline Manson, de Raimundo de Madrazo y Garreta
- O Lavatório, de Tintoretto
- A Anunciação, de Fra Angelico
- O descanso da marcha, de José Benlliure Gil
- Santíssima Trindade, de Pieter Coecke van Aelst
- A Deposição da Cruz, de Rogier van der Weyden
- A Mesa dos pecados Capitais, de Hieronymus Bosch
- O Jardim das Delícias, de Hieronymus Bosch
- O Triunfo da Morte, Pieter Brueghel o velho
- A Rainha Maria de Inglaterra, de António Moro
- Autorretrato, de Albrecht Dürer
- Vénus e Adónis, de Paolo Veronèse
- O Cavaleiro da Mão ao Peito, de El Greco
- A Trindade, de El Greco
- A Adoração dos Pastores, de El Greco
- O Baptismo de Cristo, de El Greco
- A Adoração dos Reis Magos, de Peter Paul Rubens
- As Três Graças, Peter Paul Rubens
- A Vindima, de Goya
- O 3 de Maio de 1808, de Goya
- A Família de Carlos IV, de Goya
- Saturno devorando um filho, de Goya
- A Imaculada, de Bartolomé Esteban Murillo
- Artemisa, de Rembrandt
- Bodegon, de Francisco de Zurbarán
- O Martírio de São Felipe, de José de Ribera
- A Frágua de Vulcano, de Diego Velázquez
- O Triunfo de Baco, de Diego Velázquez
- As Meninas, de Diego Velázquez

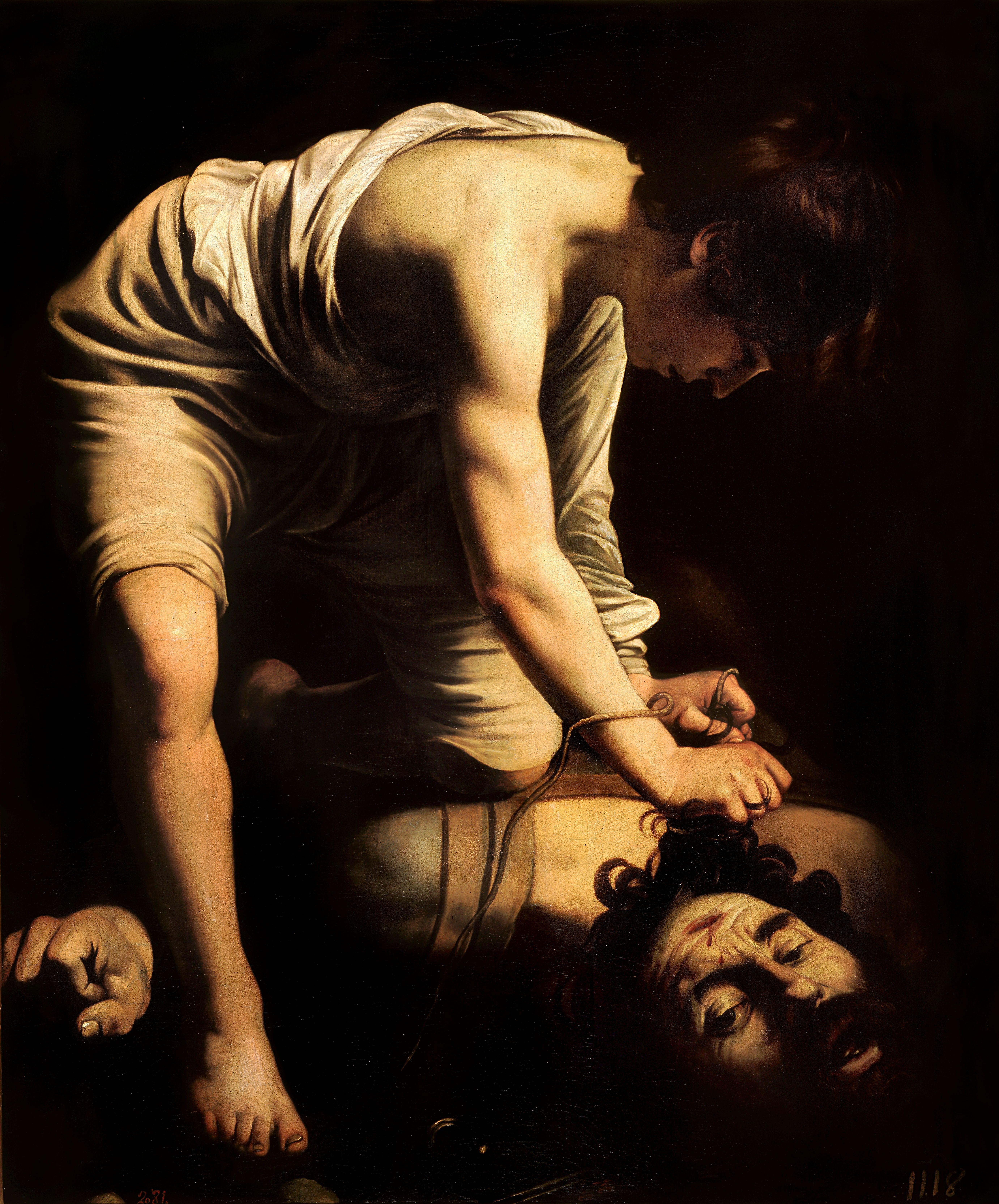
Caravaggio - Davi e Golias
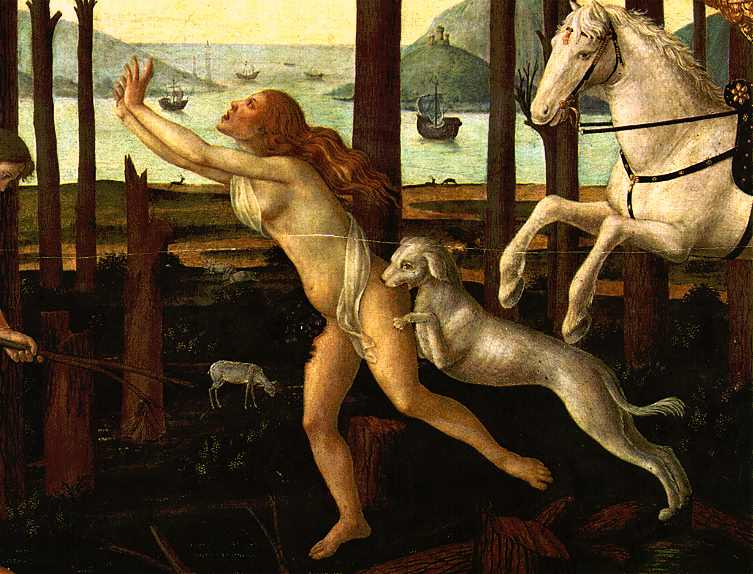
Sandro Boticelli - Nastagio degli Onesti
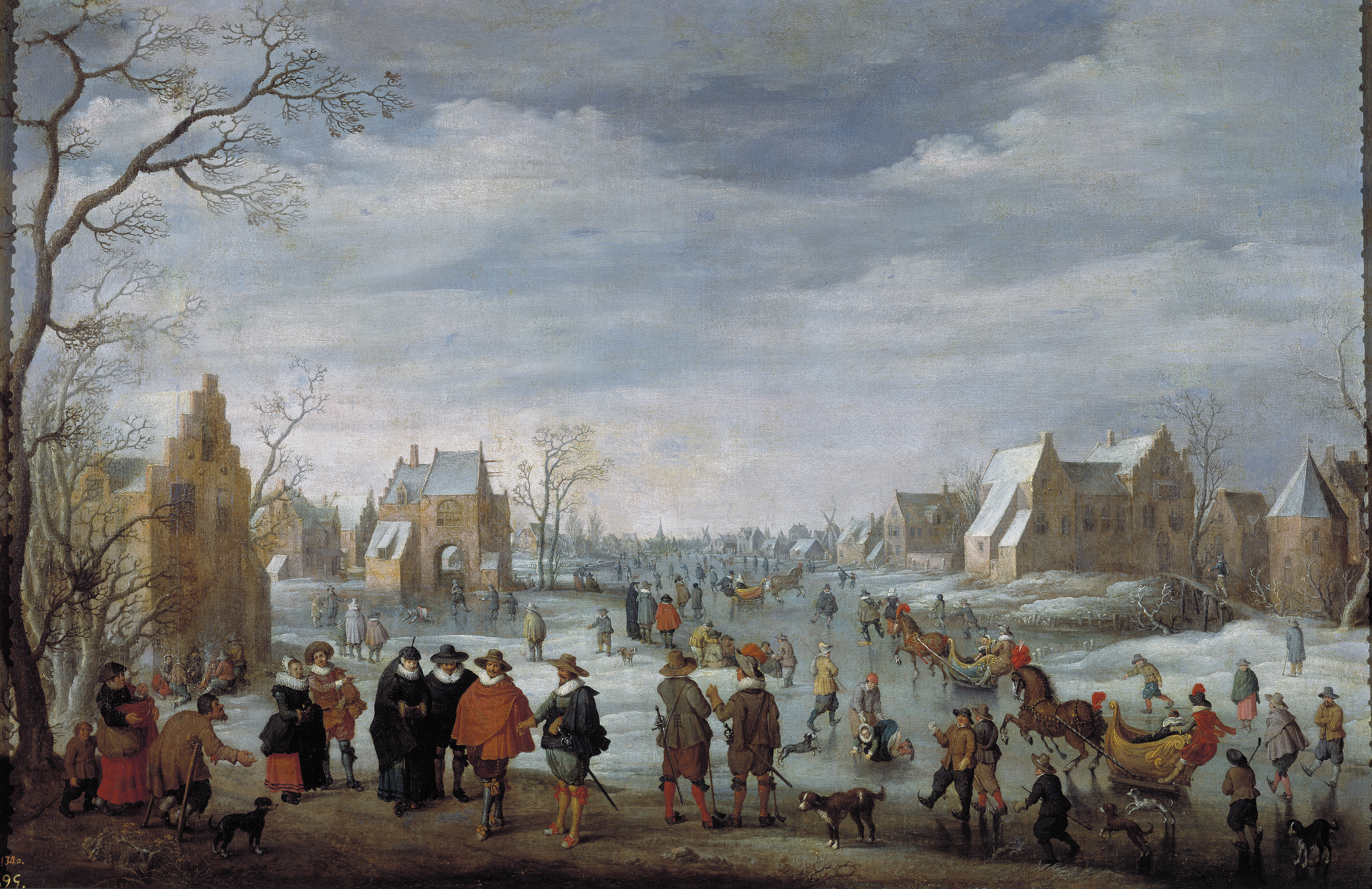
Joost Cornelisz Droochsloot  - Paisagem invernal
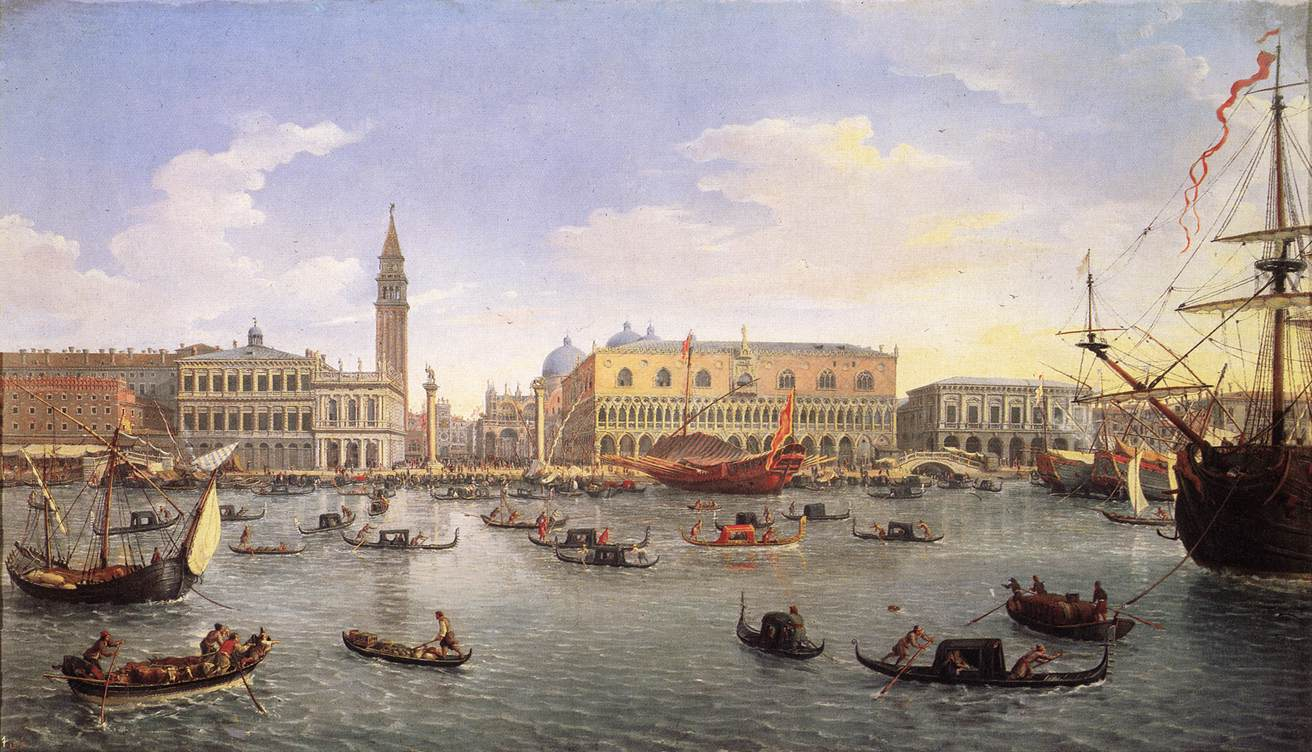
Caspar van Wittel   - O molhe visto da Baía de São Marcos